# تحدي الأيدي الآمنة
تحدي الأيدي الآمنة هي حملة أطلقتها منظمة الصحة العالمية في أعقاب جائحة فيروس كورونا 2019-2020.  تم إطلاقه في 13 مارس 2020 بواسطة تيدروس أدهانوم غيبريسوس، مدير منظمة الصحة العالمية.  تحث الحملة الجميع على غسل أيديهم بانتظام لمدة 40 ثانية للحفاظ على سلامتهم ومنع انتقال المرض. كما دعت منظمة الصحة العالمية المشاهير من جميع أنحاء العالم للمشاركة في تحدي الأيدي الآمنة. 

## الاستجابة
في غضون 48 ساعة من إطلاق الحملة، تم استخدام «تحدي الأيدي الآمنة» كعلامة تصنيف تيك توك موقع تواصل اجتماعي ما يقارب نصف مليار مرة.  قام مشاهير من بينهم بوسيكات دولز  وبيلي بروتر وديبيكا بادوكون وساشين تندولكار   بمشاركة مقاطع فيديو لأنفسهم للترويج لنظافة اليدين كجزء من تحدي الأيدي الآمنة.